# Tramlijn 4 (Amsterdam)
 Tramlijn 4 is een Amsterdamse tramlijn op de route Centraal Station – Frederiksplein – Station RAI.

## Beknopte geschiedenis
De Amsterdamse tramlijn 4 werd ingesteld op 7 mei 1904 en had toen de route: De Ruijterkade (IJveer) – Centraal Station – Damrak – Dam – Rokin – Vijzelstraat – Weteringplantsoen – Ferdinand Bolstraat – Ceintuurbaan – Amsteldijk. 
De Vijzelstraat was oorspronkelijk te smal voor twee sporen naast elkaar. In het oorspronkelijke elektrificatieplan was éénrichtingsverkeer voorzien stadinwaarts waarbij staduitwaarts over de te dempen Reguliersgracht zou worden gereden.  Plannen om de Reguliersgracht te dempen konden dankzij felle protesten worden verijdeld. Daardoor kreeg de Vijzelstraat enkelspoor met op de bruggen haltes met dubbelspoor zodat de trams van tegengestelde richting elkaar daar konden passeren. 
Op 6 februari 1916 werd lijn 4 verder verlengd naar de Trompenburgstraat. Met de komst van Kringlijn 22 in 1921 werd lijn 4 ingekort tot het Stationsplein. In de jaren twintig werd de Vijzelstraat verbreed en verscheen daar dubbelspoor.

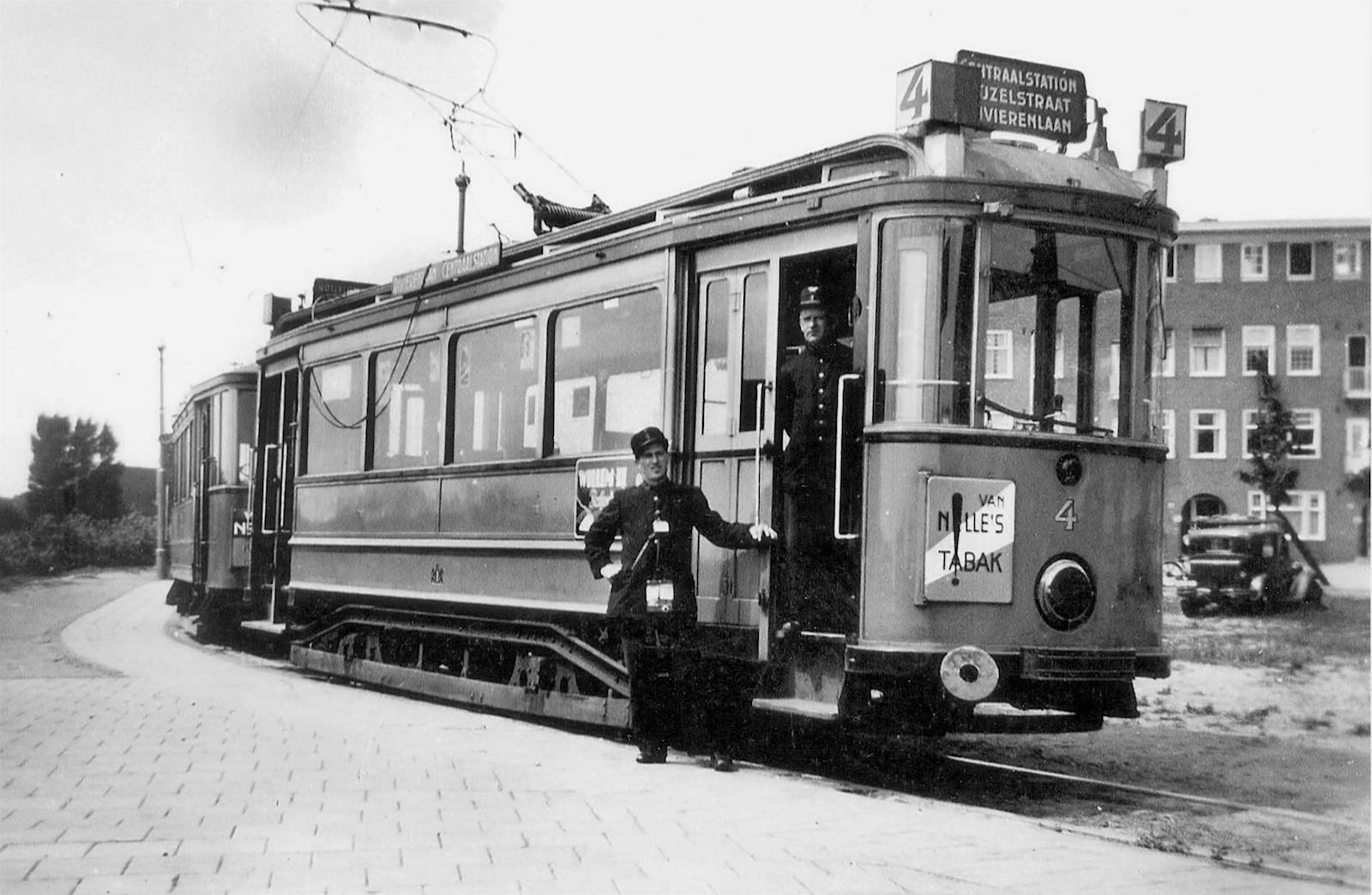
De in 1939 van de Gemeentetram Utrecht (GTU) overgenomen motorwagen 4 van de Gemeentetram Amsterdam (GTA) op lijn 4 aan de Rivierenlaan; 1940.

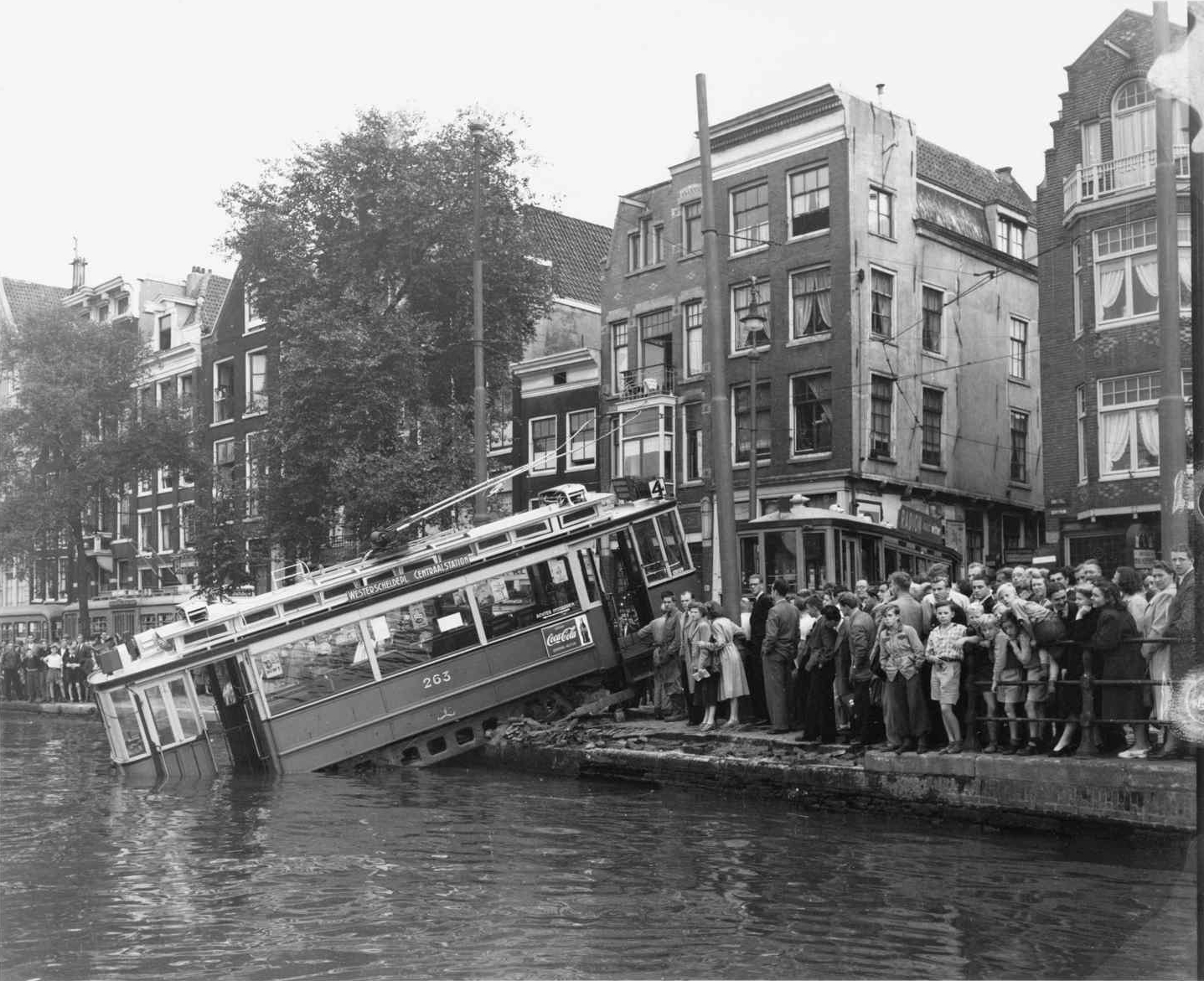
Een tram van lijn 4 is bij de Bakkersstraat de Amstel ingereden; 5 september 1950.

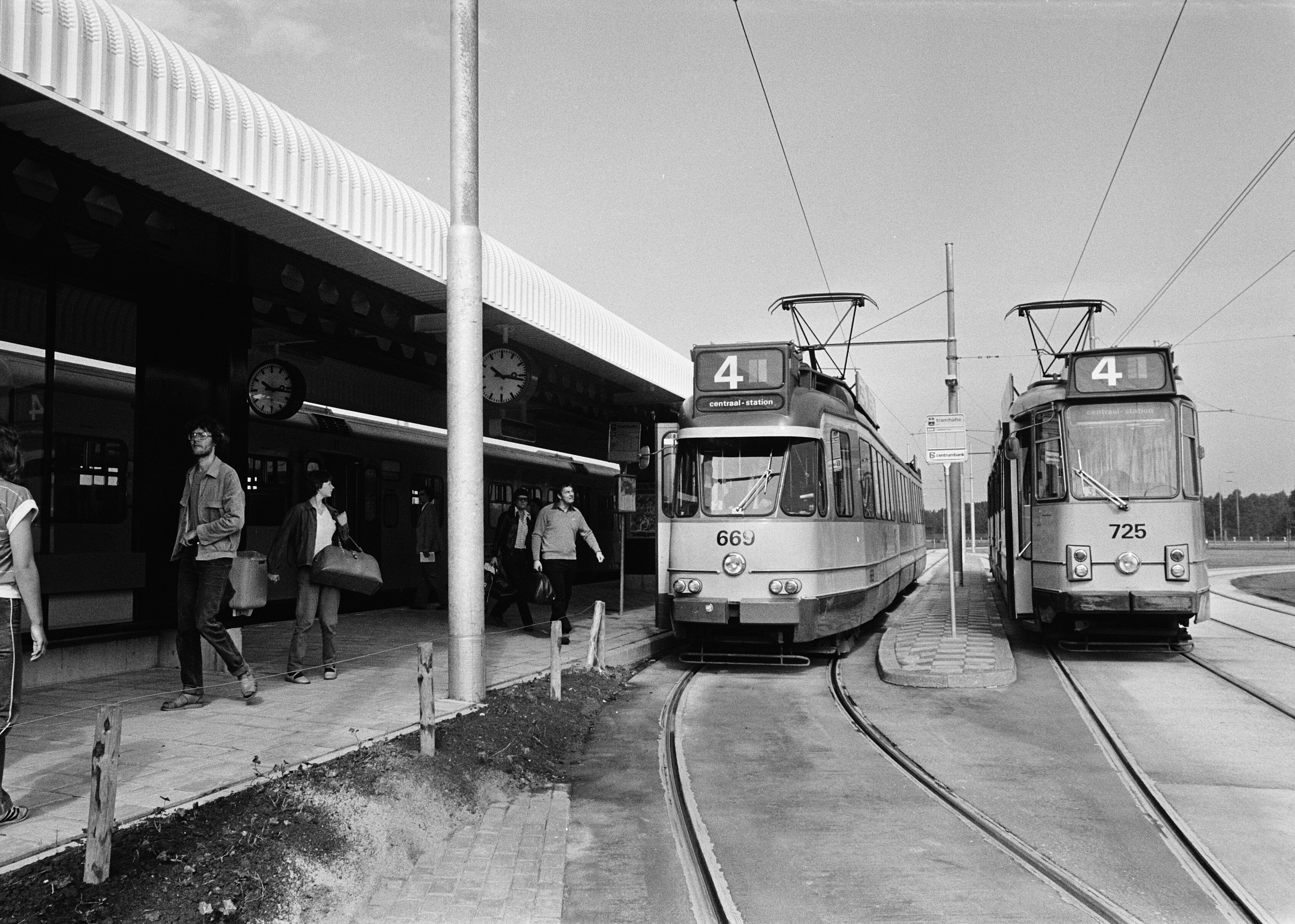
Twee trams bij de oude keerlus die parallel stond met het perron van station RAI.

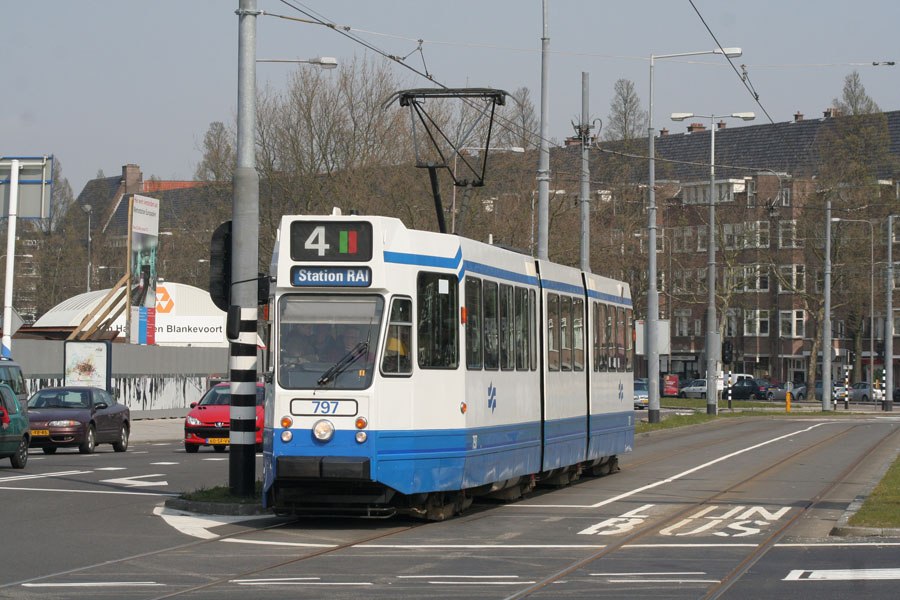
Lijn 4 met dubbelgelede wagen 797 op het Europaplein in Amsterdam-Zuid.

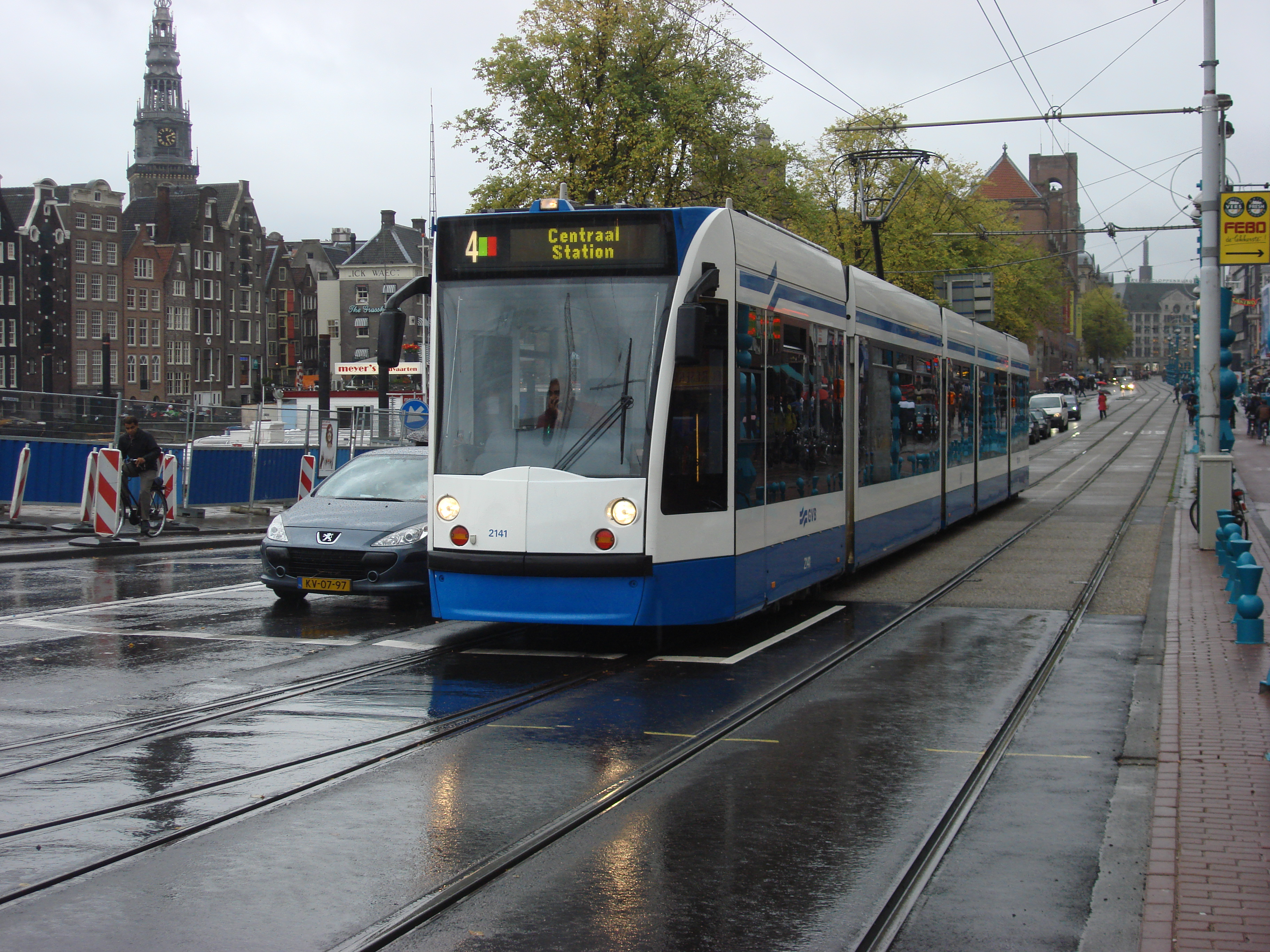
Lijn 4 met Combino 2141 op het Damrak nabij het Centraal Station.

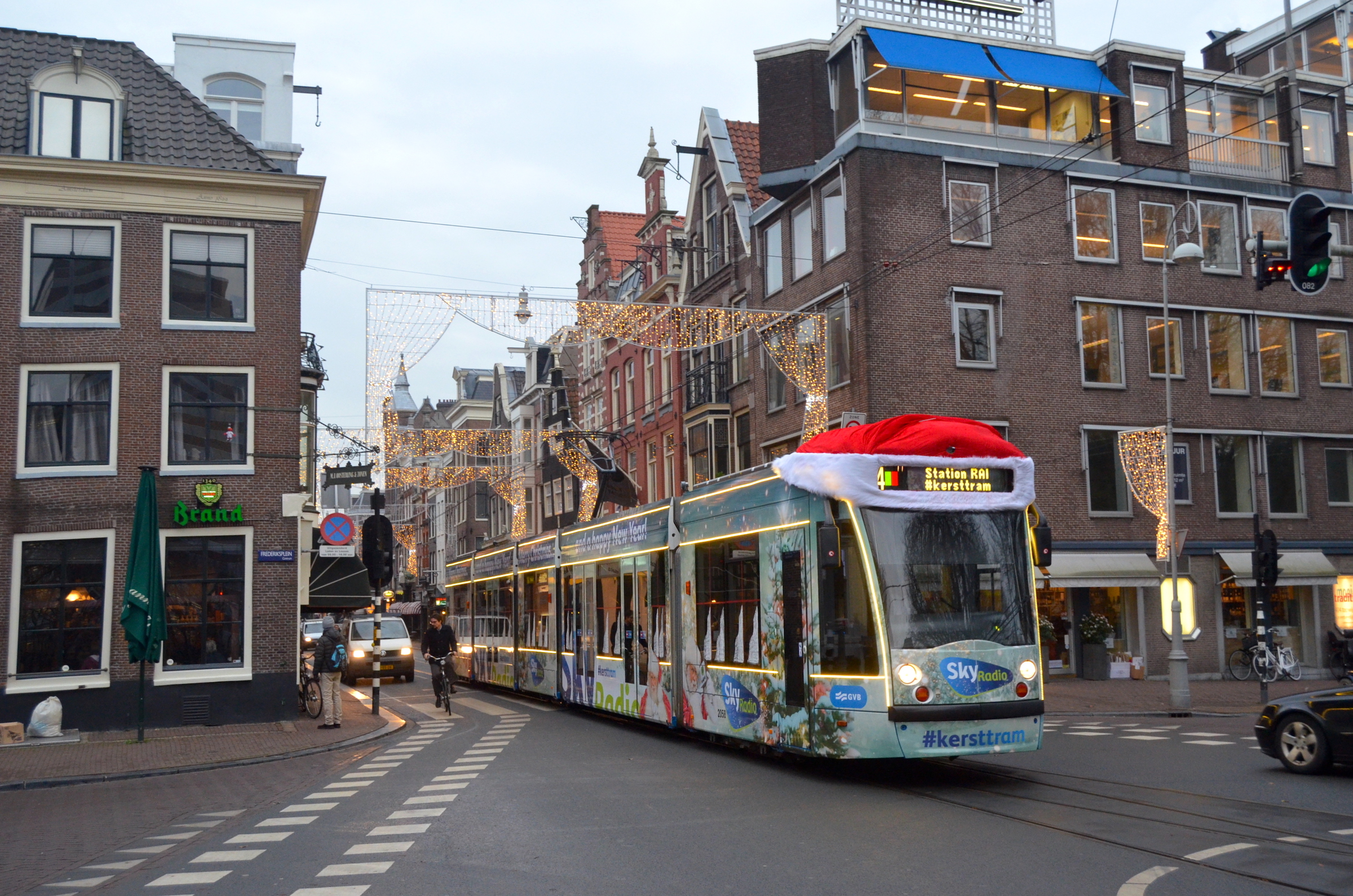
Lijn 4 in de Utrechtsestraat met Combino 2058 uitgedost als 'Kersttram'.

Tussen 1925 en 1930 was lijn 4 gesplitst. Vanaf de Ceintuurbaan reed lijn 4A via de Amsteldijk en lijn 4W via de Van Woustraat naar de Trompenburgstraat. Op 3 augustus 1939 werd lijn 4 via de Rijnstraat verlengd naar de Rivierenlaan (sinds 1964: President Kennedylaan). Wegens personeelsschaarste werd lijn 4 in het oorlogsjaar 1942 stilgelegd.
Op 3 september 1948 ging lijn 4 meer dan 3 jaar na het hervatten van de dienst weer rijden. Het was een combinatie van de zuidelijk route van de voormalige lijn 8 en de noordelijke route van de nog niet weer ingestelde lijn 11: Centraal Station – Damrak – Dam – Rokin – Muntplein – Rembrandtplein – Utrechtsestraat – Frederiksplein – Van Woustraat – Rijnstraat – Victorieplein – Rooseveltlaan – Westerscheldeplein (sinds 1958: Europaplein). De lijn keerde niet terug naar de Rivierenlaan en verdween uit de Ferdinand Bolstraat en Vijzelstraat.
Van 1948 tot 1985 reed lijn 4 tussen het Rembrandtplein en Muntplein in de richting Centraal Station door de Bakkersstraat en langs de Amstel. Sindsdien wordt in beide richtingen door de Reguliersbreestraat gereden. In 1950 kwam een tram op de hoek van deze straten in het water van de Amstel terecht.
Sinds de opening van het nieuwe RAI-gebouw aan het Europaplein in 1961 tot 22 juli 2018 reden op lijn 4 regelmatig extra trams voor evenementen.
In 1981 kwam de verlenging via de Europaboulevard naar station RAI tot stand. In 1988 werd de hooggelegen keerlus op de dijk, naast het perron van de Schiphollijn, vervangen door de huidige keerlus ten zuiden van dat station bij het Drentepark.
Van augustus 2009 tot 30 juli 2012 werd lijn 4 langdurig omgeleid via de Weteringschans en de Vijzelstraat door werkzaamheden in de Utrechtsestraat, die met grote vertraging werden uitgevoerd.
Door de komst van metrolijn 52 op 22 juli 2018, die nu een rechtstreekse verbinding geeft met het Europaplein, werd de frequentie teruggebracht tot 5 of 6 maal per uur.
Van 1 oktober 2018 tot 1 juli 2019 werd lijn 4 tijdelijk verlegd naar het Amstelstation door werkzaamheden aan de Rooseveltlaan.